# Penally
Penally (Penalun in lingua gallese) è un centro abitato del Galles, situato nella contea del Pembrokeshire.